# Our Relation
Our Relation（アワー・リレーション）は、日本の女性歌手、今井絵理子の7枚目のシングル。

## 解説
- 2002年7月10日にSONIC GROOVEよりリリースされた。
- 楽曲を手がけたのは「identity」以来となる葉山拓亮。
- テレビ東京系アニメ『キャプテン翼』オープニングテーマ。
- 初回生産分のみアナザージャケットステッカーが封入されている。
- ジャケットやPV、音楽番組の出演時は髪の色が金髪になっている。(この年に高校を卒業し校則から解放されたため。)

## 収録曲
1. Our Relation
  - 作詞・作曲・編曲:葉山拓亮
2. Only For You
  - 作詞・作曲・編曲:葉山拓亮
3. Our Relation (Lead no Lead Mix)
  - リミックス:前嶋康明
4. Our Relation (instrumental)
5. Only For You (instrumental)

## その他の収録作品
- Our Relation
  - Single Collection〜Stairway〜(CD,DVD)
  - 15年150曲
  - 20年200曲

## 商品規格
AVCD-16019 定価￥1,050 (CCCD)